# Pantelis Nikolaou
Pantelis Nikolaou (auch Lakis Nikolaou, griechisch Λάκης Νικολάου, * 17. Juli 1949) ist ein ehemaliger griechischer Fußballspieler.

## Spielerkarriere
Nikolaou spielte seine gesamte Laufbahn bei AEK Athen. Er gewann in der Zeit von 1961 bis 1984 fünf griechische Meistertitel und vier Mal den griechischen Pokal.
International spielte Nikolaou 15 Mal für die griechische Nationalmannschaft. Er nahm an der Fußball-Europameisterschaft 1980 in Italien teil und wurde dort einmal eingesetzt.

## Nach der Spielerkarriere
Nikolaou studiert schon neben seiner Fußballerkarriere Medizin. Er spezialisierte sich nach dem abgeschlossenen Studium auf die Orthopädie. Er wurde Vereinsarzt von AEK Athen und Olympiakos Piräus. Von 1997 bis 1998 war er Vereinspräsident von AEK Athen.

## Erfolge
- fünfmal griechischer Meister 1963, 1968, 1971, 1978, 1979
- viermal griechischer Pokalsieger 1964, 1966, 1978, 1983